# موزه معصومیت (موزه)
موزهٔ معصومیت (به ترکی: Masumiyet Müzesi) موزه‌ای در محلّه چخورجمعه در بخش بی‌اوغلو در استانبول، ترکیه است. اورهان پاموک، برندهٔ جایزهٔ نوبل ادبیات این موزه را در ارتباط با رمان خود موزه معصومیت که با همین نام منتشر شده‌است تأسیس نموده. رمان و موزه که بر محور داستان زندگی دو خانواده در استانبول قرار گرفته به موازات هم خلق شده‌اند. در تاریخ ۱۷ می ۲۰۱۴ این موزه جایزه موزه سال اروپا را از آن خود کرد.
رمان و موزه تصویری از زندگی طبقهٔ مرفه استانبول در بین سال‌های ۱۹۷۰ و ۲۰۰۰ ارائه می‌دهد. این رمان داستان کمال، یک استانبول‌نشین مرفّه است که عاشق یکی از اقوام فقیرتر خود می‌شود و موزه مجموعه‌ای از یادگارهای عشق آنها را نشان می‌دهد. بر اساس وب‌سایت رسمی موزه، اشیاء موزه آنچه را که شخصیت‌های رمان «استفاده می‌کردند، گوش می‌سپردند، تماشا می‌کردند، جمع‌آوری می‌کردند و در رویاهای خود می‌دیدند، با دقّت و ظرافت در جعبه‌ها و ویترین‌ها نمایش می‌دهد.»
این مجموعه که شامل بیش از هزار شئ می‌باشد در یک خانه متعلّق به قرن ۱۹ در تقاطع خیابان‌های چخورجمعه (چوکورجوما) و دالگیچ واقع شده‌است.

## تاریخچه
پاموک از اوایل دههٔ ۱۹۹۰ میلادی مشغول به جمع‌آوری اشیاء موزه شد. او می‌گوید: «قصد داشتم که اشیای واقعی یک داستان تخیّلی را در یک موزه جمع‌آوری کنم و به نمایش بگذارم و بر اساس آنها رمانی بنویسم». پاموک می‌گوید که برخی از اشیاء موزه متعلّق به دوستان و خانواده اوست و برخی دیگر را در مناطق دیگر استانبول یا در گوشه و کنار دنیا یافته‌است." او در مورد اینکه کدام اشیاء به طور مستقیم با زندگی خود او مرتبط هستند اظهارنظری نکرده‌است. او می‌گوید که روایت موزه باید انعکاسی از رمان باشد نه از خود او " این موزهٔ اورهان پاموک نیست". بعد از انتشار رمان در سال ۲۰۰۸، مجموعهٔ موزه نهائی شد و در آوریل ۲۰۱۲ بازگشایی گردید.

## ایده
این موزه در یکی از محلّه‌های استانبول که به دلیل مغازه‌های عتیقه‌فروشی خود معروف است واقع شده و اشیاء مورد استفاده هر روز دهه ۱۹۷۰ را در بین طبقهٔ مرفّه استانبول به نمایش می‌گذارد. برای هر ۸۳ فصل رمان بخش مخصوصی دراین موزه در نظر گرفته شده‌است. بر اساس داستان، این اشیاء توسط کمال، شخصیّت اصلی رمان، جمع‌آوری شده‌اند و هر کدام به نوعی ارتباطی با عشق او در سراسر رمان، فسون، دارند.